# Goja
Goja neboli gója je tradiční romské jídlo, připravované zejména o Vánocích. Jsou to vepřová, případně umělá střívka naplněná bramborákovým těstem a poté upečená v troubě. Proto se také goja nazývá romská klobása. Mívá délku až půl metru a před podáváním se nakrájí na zhruba deseticentimetrové kousky. Zapíjí se vínem nebo i pivem.